# Eleições municipais na Espanha em 2007

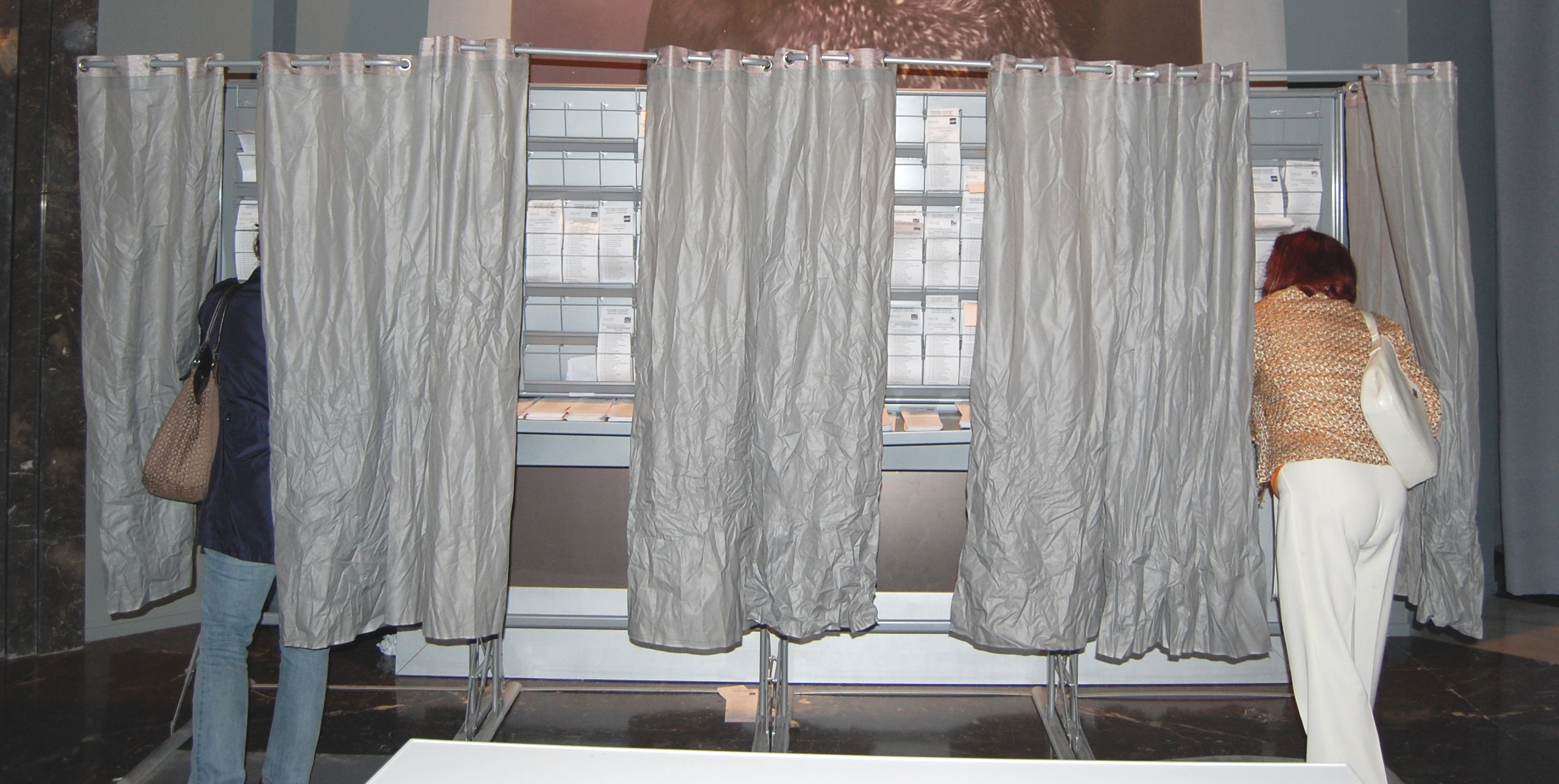
Eleitoras escolhem as papeletas de votação em Vigo, Pontevedra

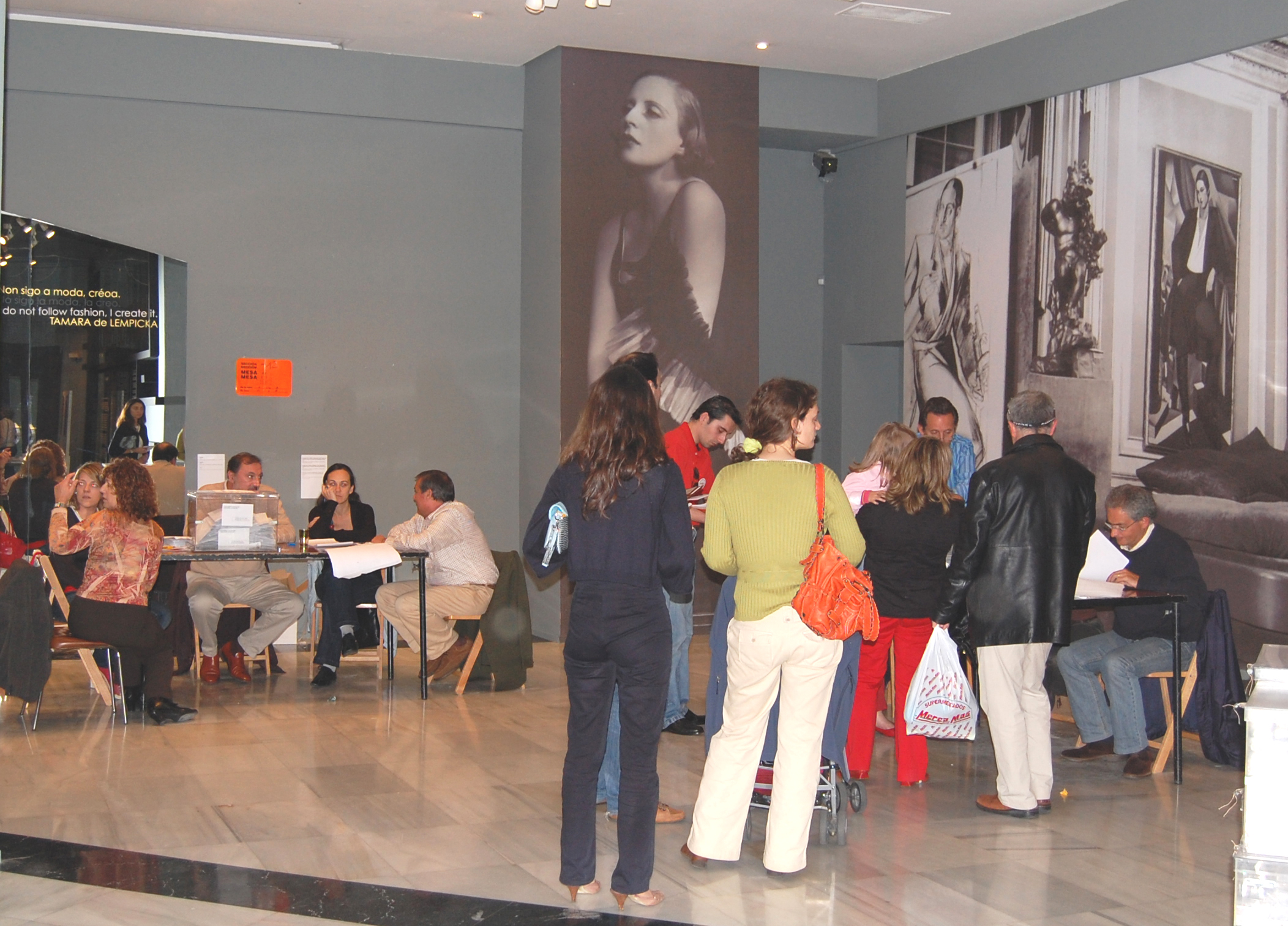
Eleitores aguardam para depositar as papeletas Vigo, Pontevedra

As eleições municipais de 2007 na Espanha realizaram-se no dia 27 de Maio de 2007.
Neste dia foram eleitos membros para os cargos dos 8.111 municípios da Espanha, nomeadamente:
- Vereadores para os municípios com 100 ou mais residentes.
- Alcaides para os municípios com menos de 100 residentes.
- Alcaldes pedáneo nas unidades territorias inferiores a município.

Estavam recenseados para estas eleições 35.244.188 eleitores

## Candidatos
Uma das questões que levantou grande polémica prendeu-se com a probição, por parte do Tribunal Constitucional, de 133 candidaturas da Acção Nacionalista Basca (ANV) e todas as da Abertzale Sozialistak (AS).
No quadro seguinte mostram-se os candidatos às alcaidarias das cidades espanholas com mais de 250.000 habitantes, por parte das formações políticas que actualmente cantam com representação em cada assembleia municipal.
| Cidade e alcaide actual                                                       | Candidatos | Cidade e alcaide actual                                                                          | Candidatos |
| ----------------------------------------------------------------------------- | --- | ------------------------------------------------------------------------------------------------ | --- |
| Madrid 3.128.600 hab. (57 vereadores) Alberto Ruiz-Gallardón Jiménez (PP)     | - PP: Alberto Ruiz-Gallardón Jiménez - PSOE: Miguel Sebastián Gascón - IU: Ángel Pérez Martínez                        | Barcelona 1.605.602 hab. (41 vereadores) Jordi Hereu i Boher (PSC-PSOE)                          | - PSC-PSOE: Jordi Hereu i Boher - CiU: Xavier Trias i Vidal de Llobatera - PP: Alberto Fernández Díaz - ERC: Jordi Portabella i Calvete - ICV-EUiA: Imma Mayol i Beltran |
| Valência 805.304 hab. (33 vereadores) Rita Barberá Nolla (PP)                 | - PP: Rita Barberá Nolla - PSPV-PSOE: Carmen Alborch Bataller - EUPV-EVPV-IR: Amadeu Sanchis Labiós                    | Sevilha 704.414 hab. (33 vereadores) Alfredo Sánchez Monteseirín (PSOE)                          | - PSOE: Alfredo Sánchez Monteseirín - PP: Juan Ignacio Zoido Álvarez - PA: Agustín Villar Iglesias - IULV-CA: Antonio Rodrigo Torrijos                                   |
| Saragoça 649.181 hab. (31 vereadoress) Juan Alberto Belloch Julbe (PSOE)      | - PSOE: Juan Alberto Belloch Julbe - PP: Domingo Buesa Conde - CHA: Antonio Gaspar Galán - PAR: José Ángel Biel Rivera | Málaga 560.631 hab. (31 vereadores) Francisco de la Torre Prados (Partido Popular (Espanha)\|PP) | - PP: Francisco de la Torre Prados - PSOE: Marisa Bustinduy Barrero - IULV-CA: Pedro Moreno Brenes                                                                       |
| Múrcia 416.996 hab. (29 vereadores) Miguel Ángel Cámara Botía (PP)            | - PP: Miguel Ángel Cámara Botía - PSOE: María José Alarcón López                                                       | Las Palmas de Gran Canaria 377.056 hab. (29 vereadores) Josefa Luzardo Romano (PP)               | - PP: Josefa Luzardo Romano - PSOE: Jerónimo Saavedra Acevedo - CC: José Carlos Mauricio Rodríguez - Compromiso: María Bernarda Barrios Curbelo                          |
| Palma de Maiorca 375.048 hab. (29 vereadores) Catalina Cirer Adrover (PP)     | - PP: Catalina Cirer Adrover - PSOE: Aina Calvo Sastre - Bloc per Palma: Eberhard Grosske Fiol                         | Bilbao 354.145 hab. (29 vereadores) Iñaki Azkuna Urreta (EAJ-PNV)                                | - EAJ-PNV: Iñaki Azkuna Urreta - PP: Antonio Basagoiti Pastor - PSE-EE: José María Oleaga Zalbidea - EBB-Aralar: Julia Madrazo Lavín - EA: Jon Aritz Bengoetxea Donaire  |
| Córdova 322.867 hab. (29 vereadores) Rosa Aguilar Rivero (IULV-CA)            | - IULV-CA: Rosa Aguilar Rivero - PP: José Antonio Nieto Ballesteros - PSOE: Rafael Blanco Perea                        | Alicante 322.431 hab. (29 vereadores) Luis Díaz Alperi (PP)                                      | - PP: Luis Díaz Alperi - PSPV-PSOE: Etelvina Andreu Sánchez - EUPV-EVPV-IR: José Antonio Fernández Cabello                                                               |
| Valladolid 319.943 hab. (29 vereadores) Francisco Javier León de la Riva (PP) | - PP: Francisco Javier León de la Riva - PSOE: Soraya Rodríguez Ramos - IU: Alfonso Sánchez Castro                     | Vigo 293.255 hab. (27 vereadores) Corina Porro Martínez (PP)                                     | - PP: Corina Porro Martínez - PSdeG-PSOE: Abel Caballero Álvarez - BNG: Santiago Domínguez Olveira - PG: Manoel Soto Ferreiro                                            |
| Gijón 274.472 hab. (27 vereadores) Paz Fernández Felgueroso (PSOE)            | - PSOE: Paz Fernández Felgueroso - PP: Pilar Fernández Pardo - IU-BA-LV: Jesús Montes Estrada                          |                                                                                                  | |

## Resultados
Estas eleições tiveram uma afluência de 63,64% dos eleitores recenseados.. O PP acabou por ser o partido mais votado nestas eleições, embora no cômputo geral o PSOE tenha ficado com mais 679 mandatos municipais.
| Partido                   | Votos     | Percentagem | Mandatos municipais | Alcaides |
| ------------------------- | --------- | ----------- | ------------------- | -------- |
| PP                        | 7.914.084 | 35,60%      | 23.347              | 2.871    |
| PSOE                      | 7.758.093 | 34,90%      | 24.026              | 2.322    |
| Izquierda Unida           | 1.200.000 | 5,47%       | 2.198               |          |
| Acción Nacionalista Vasca |           |             | 337                 | 31       |

O PP conquistou a presidência de 34 das capitais de província, 3 delas em coligação.
| Comunidade autónoma   | Município                                                | Alcaide e governo municipal                                                                      | Partido   | Votos   | %      | Vereadores | +/- |
| --------------------- | -------------------------------------------------------- | ------------------------------------------------------------------------------------------------ | --------- | ------- | ------ | ---------- | --- |
| ANDALUZIA             | Almería 27 vereadores                                    |                                                                                                  | PP        | 32.725  | 45,52% | 13         | +2  |
| ANDALUZIA             | Almería 27 vereadores                                    | PSOE                                                                                             | 26.465    | 36,81%  | 11     | +1         |     |
| ANDALUZIA             | Almería 27 vereadores                                    | GIAL                                                                                             | 5.068     | 7,05%   | 2      | -3         |     |
| ANDALUZIA             | Almería 27 vereadores                                    | IULV-CA                                                                                          | 3.756     | 5,22%   | 1      | =          |     |
| ANDALUZIA             | Cádiz 27 vereadores                                      |                                                                                                  | PP        | 33.910  | 59,77% | 18         | =   |
| ANDALUZIA             | Cádiz 27 vereadores                                      | PSOE                                                                                             | 15.524    | 27,36%  | 8      | =          |     |
| ANDALUZIA             | Cádiz 27 vereadores                                      | IULV-CA                                                                                          | 3.764     | 6,63%   | 1      | =          |     |
| ANDALUZIA             | Córdova 29 vereadores                                    |                                                                                                  | PP        | 64.094  | 43,96% | 14         | +2  |
| ANDALUZIA             | Córdova 29 vereadores                                    | IULV-CA                                                                                          | 51.982    | 35,66%  | 11     | -2         |     |
| ANDALUZIA             | Córdova 29 vereadores                                    | PSOE                                                                                             | 21.974    | 15,07%  | 4      | =          |     |
| ANDALUZIA             | Granada 27 vereadores                                    |                                                                                                  | PP        | 60.310  | 53,33% | 16         | +2  |
| ANDALUZIA             | Granada 27 vereadores                                    | PSOE                                                                                             | 36.995    | 32,72%  | 9      | -2         |     |
| ANDALUZIA             | Granada 27 vereadores                                    | IULV-CA                                                                                          | 9.067     | 8,02%   | 2      | =          |     |
| ANDALUZIA             | Huelva 27 concejales                                     |                                                                                                  | PP        | 31.056  | 51,11% | 15         | -1  |
| ANDALUZIA             | Huelva 27 concejales                                     | PSOE                                                                                             | 22.424    | 36,90%  | 10     | =          |     |
| ANDALUZIA             | Huelva 27 concejales                                     | IULV-CA                                                                                          | 4.477     | 7,37%   | 2      | +1         |     |
| ANDALUZIA             | Jaén 27 vereadores                                       |                                                                                                  | PP        | 26.627  | 45,42% | 13         | -1  |
| ANDALUZIA             | Jaén 27 vereadores                                       | PSOE                                                                                             | 25.101    | 42,81%  | 12     | +1         |     |
| ANDALUZIA             | Jaén 27 vereadores                                       | IULV-CA                                                                                          | 3.909     | 6,67%   | 2      | =          |     |
| ANDALUZIA             | Málaga 31 vereadores                                     |                                                                                                  | PP        | 111.761 | 51,03% | 17         | =   |
| ANDALUZIA             | Málaga 31 vereadores                                     | PSOE                                                                                             | 79.466    | 36,28%  | 12     | =          |     |
| ANDALUZIA             | Málaga 31 vereadores                                     | IULV-CA                                                                                          | 15.799    | 7,21%   | 2      | =          |     |
| ANDALUZIA             | Sevilha 33 vereadores                                    |                                                                                                  | PP        | 128.776 | 41,84% | 15         | +3  |
| ANDALUZIA             | Sevilha 33 vereadores                                    | PSOE                                                                                             | 124.534   | 40,46%  | 15     | +1         |     |
| ANDALUZIA             | Sevilha 33 vereadores                                    | IULV-CA                                                                                          | 25.772    | 8,37%   | 3      | =          |     |
| ANDALUZIA             | Sevilha 33 vereadores                                    | PA                                                                                               | 13.839    | 4,5%    | ---    | -4         |     |
| ARAGÃO                | Huesca 21 vereadores                                     |                                                                                                  | PSOE      | 8.909   | 38,45% | 9          | -3  |
| ARAGÃO                | Huesca 21 vereadores                                     | PP                                                                                               | 7.457     | 32,18%  | 7      | +1         |     |
| ARAGÃO                | Huesca 21 vereadores                                     | CHA                                                                                              | 2.092     | 9,03%   | 2      | =          |     |
| ARAGÃO                | Huesca 21 vereadores                                     | PAR                                                                                              | 1.906     | 8,23%   | 2      | +1         |     |
| ARAGÃO                | Huesca 21 vereadores                                     | IU                                                                                               | 1.338     | 5,77%   | 1      | +1         |     |
| ARAGÃO                | Teruel 21 vereadores                                     |                                                                                                  | PP        | 5.909   | 35,60% | 8          | =   |
| ARAGÃO                | Teruel 21 vereadores                                     | PSOE                                                                                             | 5.166     | 31,12%  | 7      | -1         |     |
| ARAGÃO                | Teruel 21 vereadores                                     | PAR                                                                                              | 2.740     | 16,51%  | 4      | =          |     |
| ARAGÃO                | Teruel 21 vereadores                                     | CHA                                                                                              | 1.423     | 8,57%   | 2      | +1         |     |
| ARAGÃO                | Saragoça 31 vereadores                                   |                                                                                                  | PSOE      | 115.723 | 38,06% | 13         | +1  |
| ARAGÃO                | Saragoça 31 vereadores                                   | PP                                                                                               | 103.191   | 33,94%  | 12     | +1         |     |
| ARAGÃO                | Saragoça 31 vereadores                                   | CHA                                                                                              | 29.230    | 9,61%   | 3      | -3         |     |
| ARAGÃO                | Saragoça 31 vereadores                                   | PAR                                                                                              | 25.410    | 8,36%   | 2      | =          |     |
| ARAGÃO                | Saragoça 31 vereadores                                   | IU                                                                                               | 16.148    | 5,31%   | 1      | +1         |     |
| ASTÚRIAS              | Gijón 27 vereadores                                      |                                                                                                  | PSOE      | 63.765  | 44,45% | 13         | =   |
| ASTÚRIAS              | Gijón 27 vereadores                                      | PP                                                                                               | 57.964    | 40,41%  | 12     | +1         |     |
| ASTÚRIAS              | Gijón 27 vereadores                                      | IU-BA-LV                                                                                         | 12.638    | 8,81%   | 2      | -1         |     |
| ASTÚRIAS              | Oviedo 27 vereadores                                     |                                                                                                  | PP        | 64.111  | 55,85% | 17         | =   |
| ASTÚRIAS              | Oviedo 27 vereadores                                     | PSOE                                                                                             | 34.331    | 29,91%  | 9      | +1         |     |
| ASTÚRIAS              | Oviedo 27 vereadores                                     | ASCIZ                                                                                            | 7.323     | 6,38%   | 1      | +1         |     |
| ASTÚRIAS              | Oviedo 27 vereadores                                     | IU-BA-LV                                                                                         | 4.219     | 3,68%   | ---    | -2         |     |
| BALEARES              | Palma de Maiorca 29 vereadores                           |                                                                                                  | PP        | 66.144  | 46,03% | 14         | -1  |
| BALEARES              | Palma de Maiorca 29 vereadores                           | PSOE                                                                                             | 50.874    | 35,41%  | 11     | +2         |     |
| BALEARES              | Palma de Maiorca 29 vereadores                           | Bloc per Palma                                                                                   | 11.780    | 8,2%    | 2      | -3         |     |
| BALEARES              | Palma de Maiorca 29 vereadores                           | UM                                                                                               | 9.507     | 6,62%   | 2      | +2         |     |
| CANÁRIAS              | Las Palmas de Gran Canaria 29 vereadores                 |                                                                                                  | PSOE      | 70.794  | 41,91% | 15         | +6  |
| CANÁRIAS              | Las Palmas de Gran Canaria 29 vereadores                 | PP                                                                                               | 61.239    | 36,26%  | 12     | -3         |     |
| CANÁRIAS              | Las Palmas de Gran Canaria 29 vereadores                 | Compromiso                                                                                       | 10.326    | 6,11%   | 2      | =          |     |
| CANÁRIAS              | Las Palmas de Gran Canaria 29 vereadores                 | CC-PNC                                                                                           | 4.441     | 2,63%   | ---    | -3         |     |
| CANÁRIAS              | Santa Cruz de Tenerife 27 vereadores                     |                                                                                                  | CC-PNC    | 32.395  | 35,21% | 11         | -6  |
| CANÁRIAS              | Santa Cruz de Tenerife 27 vereadores                     | PSOE                                                                                             | 22.163    | 24,09%  | 7      | +2         |     |
| CANÁRIAS              | Santa Cruz de Tenerife 27 vereadores                     | PP                                                                                               | 17.370    | 18,88%  | 6      | +1         |     |
| CANÁRIAS              | Santa Cruz de Tenerife 27 vereadores                     | CSC                                                                                              | 6.494     | 7,06%   | 2      | +2         |     |
| CANÁRIAS              | Santa Cruz de Tenerife 27 vereadores                     | CCN                                                                                              | 4.890     | 5,31%   | 1      | +1         |     |
| CANTÁBRIA             | Santander 27 vereadores                                  |                                                                                                  | PP        | 51.187  | 51,94% | 15         | =   |
| CANTÁBRIA             | Santander 27 vereadores                                  | PSOE                                                                                             | 25.174    | 25,55%  | 7      | -2         |     |
| CANTÁBRIA             | Santander 27 vereadores                                  | PRC                                                                                              | 16.977    | 17,23%  | 5      | +2         |     |
| CASTELA-LA MANCHA     | Albacete 27 vereadores                                   |                                                                                                  | PSOE      | 35.260  | 46,26% | 13         | -1  |
| CASTELA-LA MANCHA     | Albacete 27 vereadores                                   | PP                                                                                               | 33.121    | 43,46%  | 13     | +1         |     |
| CASTELA-LA MANCHA     | Albacete 27 vereadores                                   | IU                                                                                               | 4.974     | 6,53    | 1      | =          |     |
| CASTELA-LA MANCHA     | Cidade Real 25 vereadores                                |                                                                                                  | PP        | 17.733  | 50,33% | 15         | +2  |
| CASTELA-LA MANCHA     | Cidade Real 25 vereadores                                | PSOE                                                                                             | 12.927    | 36,69%  | 10     | -2         |     |
| CASTELA-LA MANCHA     | Cuenca 25 vereadores (4 mais que nas eleições de 2003)   |                                                                                                  | PP        | 12.393  | 46,97% | 13         | +4  |
| CASTELA-LA MANCHA     | Cuenca 25 vereadores (4 mais que nas eleições de 2003)   | PSOE                                                                                             | 10.629    | 40,28%  | 11     | =          |     |
| CASTELA-LA MANCHA     | Cuenca 25 vereadores (4 mais que nas eleições de 2003)   | IU                                                                                               | 1.323     | 5,01%   | 1      | +1         |     |
| CASTELA-LA MANCHA     | Cuenca 25 vereadores (4 mais que nas eleições de 2003)   | IxC                                                                                              | 302       | 1,14%   | ---    | -1         |     |
| CASTELA-LA MANCHA     | Guardalajara 25 vereadores                               |                                                                                                  | PP        | 18.987  | 49,65% | 13         | +1  |
| CASTELA-LA MANCHA     | Guardalajara 25 vereadores                               | PSOE                                                                                             | 14.970    | 39,15%  | 11     | -1         |     |
| CASTELA-LA MANCHA     | Guardalajara 25 vereadores                               | IU                                                                                               | 2.314     | 6,05%   | 1      | =          |     |
| CASTELA-LA MANCHA     | Toledo 25 vereadores                                     |                                                                                                  | PP        | 18.798  | 45,35% | 12         | -1  |
| CASTELA-LA MANCHA     | Toledo 25 vereadores                                     | PSOE                                                                                             | 18.011    | 43,45%  | 11     | =          |     |
| CASTELA-LA MANCHA     | Toledo 25 vereadores                                     | IU                                                                                               | 3.322     | 8,01%   | 2      | +1         |     |
| CASTELA E LEÃO        | Ávila 25 vereadores                                      |                                                                                                  | PP        | 16.996  | 60,14% | 16         | +1  |
| CASTELA E LEÃO        | Ávila 25 vereadores                                      | PSOE                                                                                             | 7.566     | 26,77%  | 7      | =          |     |
| CASTELA E LEÃO        | Ávila 25 vereadores                                      | IU-LV                                                                                            | 2.656     | 9,40%   | 2      | -1         |     |
| CASTELA E LEÃO        | Burgos 27 vereadores                                     |                                                                                                  | PP        | 44.323  | 47,63% | 15         | +1  |
| CASTELA E LEÃO        | Burgos 27 vereadores                                     | PSOE                                                                                             | 31.750    | 34,12%  | 10     | =          |     |
| CASTELA E LEÃO        | Burgos 27 vereadores                                     | SI                                                                                               | 6.140     | 6,60%   | 2      | =          |     |
| CASTELA E LEÃO        | Burgos 27 vereadores                                     | IU-LV                                                                                            | 4.329     | 4,65%   | ---    | -1         |     |
| CASTELA E LEÃO        | León 27 vereadores                                       |                                                                                                  | PSOE      | 32.292  | 44,14% | 13         | +3  |
| CASTELA E LEÃO        | León 27 vereadores                                       | PP                                                                                               | 27.472    | 37,55%  | 11     | -1         |     |
| CASTELA E LEÃO        | León 27 vereadores                                       | UPL                                                                                              | 7.962     | 10,88%  | 3      | -2         |     |
| CASTELA E LEÃO        | Palência 25 vereadores                                   |                                                                                                  | PSOE      | 21.967  | 48,07% | 13         | =   |
| CASTELA E LEÃO        | Palência 25 vereadores                                   | PP                                                                                               | 18.439    | 40,35%  | 11     | =          |     |
| CASTELA E LEÃO        | Palência 25 vereadores                                   | IU-LV                                                                                            | 2.372     | 5,19%   | 1      | =          |     |
| CASTELA E LEÃO        | Salamanca 27 vereadores                                  |                                                                                                  | PP        | 41.118  | 50,46% | 16         | +1  |
| CASTELA E LEÃO        | Salamanca 27 vereadores                                  | PSOE                                                                                             | 29.744    | 36,50%  | 11     | -1         |     |
| CASTELA E LEÃO        | Segóvia 25 vereadores                                    |                                                                                                  | PSOE      | 13.091  | 44,51% | 13         | +2  |
| CASTELA E LEÃO        | Segóvia 25 vereadores                                    | PP                                                                                               | 12.667    | 43,07%  | 12     | =          |     |
| CASTELA E LEÃO        | Segóvia 25 vereadores                                    | IU-LV                                                                                            | 1.232     | 4,19%   | ---    | -2         |     |
| CASTELA E LEÃO        | Sória 21 vereadores                                      |                                                                                                  | PSOE      | 7.600   | 41,53% | 9          | +1  |
| CASTELA E LEÃO        | Sória 21 vereadores                                      | PP                                                                                               | 7.059     | 38,57%  | 9      | -1         |     |
| CASTELA E LEÃO        | Sória 21 vereadores                                      | IDES                                                                                             | 1.970     | 10,77%  | 2      | =          |     |
| CASTELA E LEÃO        | Sória 21 vereadores                                      | IU-LV                                                                                            | 984       | 5,38%   | 1      | +1         |     |
| CASTELA E LEÃO        | Sória 21 vereadores                                      | ASI (formação dissolvida em 2007)                                                                | ---       | ---     | ---    | -1         |     |
| CASTELA E LEÃO        | Valladolid 29 vereadores                                 |                                                                                                  | PP        | 87.016  | 47,82% | 15         | =   |
| CASTELA E LEÃO        | Valladolid 29 vereadores                                 | PSOE                                                                                             | 70.876    | 38,95%  | 13     | =          |     |
| CASTELA E LEÃO        | Valladolid 29 vereadores                                 | IU-LV                                                                                            | 10.692    | 5,88%   | 1      | =          |     |
| CASTELA E LEÃO        | Zamora 25 vereadores                                     |                                                                                                  | PP        | 14.882  | 43,63% | 12         | -1  |
| CASTELA E LEÃO        | Zamora 25 vereadores                                     | PSOE                                                                                             | 10.711    | 31,40%  | 8      | =          |     |
| CASTELA E LEÃO        | Zamora 25 vereadores                                     | IU-LV                                                                                            | 4.597     | 13,48%  | 3      | +1         |     |
| CASTELA E LEÃO        | Zamora 25 vereadores                                     | ADEIZA-UPZ                                                                                       | 2.611     | 7,66 %  | 2      | =          |     |
| CATALUNHA             | Barcelona 41 vereadores                                  | - Alcalde: Jordi Hereu i Boher (PSC-PSOE) - Gobierno municipal: PSC-PSOE e ICV-EUiA (en minoría) | PSC-PSOE  | 182.104 | 29,93% | 14         | -1  |
| CATALUNHA             | Barcelona 41 vereadores                                  | - Alcalde: Jordi Hereu i Boher (PSC-PSOE) - Gobierno municipal: PSC-PSOE e ICV-EUiA (en minoría) | CiU       | 154.620 | 25,41% | 12         | +3  |
| CATALUNHA             | Barcelona 41 vereadores                                  | - Alcalde: Jordi Hereu i Boher (PSC-PSOE) - Gobierno municipal: PSC-PSOE e ICV-EUiA (en minoría) | PP        | 95.114  | 15,63% | 7          | =   |
| CATALUNHA             | Barcelona 41 vereadores                                  | - Alcalde: Jordi Hereu i Boher (PSC-PSOE) - Gobierno municipal: PSC-PSOE e ICV-EUiA (en minoría) | ICV-EUiA  | 56.855  | 9,34%  | 4          | -1  |
| CATALUNHA             | Barcelona 41 vereadores                                  | - Alcalde: Jordi Hereu i Boher (PSC-PSOE) - Gobierno municipal: PSC-PSOE e ICV-EUiA (en minoría) | ERC       | 53.463  | 8,79%  | 4          | -1  |
| CATALUNHA             | Gerunda 25 vereadores                                    |                                                                                                  | PSC-PSOE  | 11.279  | 34,80% | 10         | -1  |
| CATALUNHA             | Gerunda 25 vereadores                                    | CiU                                                                                              | 7.111     | 21,94%  | 6      | +1         |     |
| CATALUNHA             | Gerunda 25 vereadores                                    | ERC                                                                                              | 4.167     | 12,86%  | 4      | =          |     |
| CATALUNHA             | Gerunda 25 vereadores                                    | ICV-EUiA                                                                                         | 3.511     | 10,83%  | 3      | +1         |     |
| CATALUNHA             | Gerunda 25 vereadores                                    | PP                                                                                               | 2.892     | 8,92%   | 2      | -1         |     |
| CATALUNHA             | Lérida 27 vereadores                                     |                                                                                                  | PSC-PSOE  | 22.172  | 46,23% | 15         | +5  |
| CATALUNHA             | Lérida 27 vereadores                                     | CiU                                                                                              | 9.613     | 20,04%  | 6      | -1         |     |
| CATALUNHA             | Lérida 27 vereadores                                     | PP                                                                                               | 5.690     | 11,86%  | 3      | -1         |     |
| CATALUNHA             | Lérida 27 vereadores                                     | ERC                                                                                              | 3.336     | 6,96%   | 2      | -1         |     |
| CATALUNHA             | Lérida 27 vereadores                                     | ICV-EUiA                                                                                         | 2.737     | 5,71%   | 1      | -2         |     |
| CATALUNHA             | Tarragona 27 vereadores                                  |                                                                                                  | PSC-PSOE  | 20.365  | 39,76% | 13         | +4  |
| CATALUNHA             | Tarragona 27 vereadores                                  | CiU                                                                                              | 11.819    | 23,07%  | 8      | -2         |     |
| CATALUNHA             | Tarragona 27 vereadores                                  | PP                                                                                               | 6.976     | 13,62%  | 4      | =          |     |
| CATALUNHA             | Tarragona 27 vereadores                                  | ERC                                                                                              | 3.938     | 7,69%   | 2      | =          |     |
| CATALUNHA             | Tarragona 27 vereadores                                  | ICV-EUiA                                                                                         | 2.438     | 4,76%   | ---    | -2         |     |
| COMUNIDADE VALENCIANA | Alicante 29 vereadores (2 mais que nas eleições de 2003) |                                                                                                  | PP        | 63.572  | 44,08% | 15         | +1  |
| COMUNIDADE VALENCIANA | Alicante 29 vereadores (2 mais que nas eleições de 2003) | PSPV-PSOE                                                                                        | 59.373    | 41,17%  | 14     | +2         |     |
| COMUNIDADE VALENCIANA | Alicante 29 vereadores (2 mais que nas eleições de 2003) | Acord                                                                                            | 7.108     | 4,93%   | ---    | -1         |     |
| COMUNIDADE VALENCIANA | Castellón de la Plana 27 concejales                      |                                                                                                  | PP        | 36.156  | 47,91% | 14         | -1  |
| COMUNIDADE VALENCIANA | Castellón de la Plana 27 concejales                      | PSPV-PSOE                                                                                        | 29.155    | 38,63%  | 12     | +2         |     |
| COMUNIDADE VALENCIANA | Castellón de la Plana 27 concejales                      | BLOC                                                                                             | 3.911     | 5,18 %  | 1      | -1         |     |
| COMUNIDADE VALENCIANA | Valência 33 vereadores                                   | - Alcaidesa: Rita Barberá Nolla (PP) - Governo municipal: PP                                     | PP        | 235.158 | 56,67% | 21         | +2  |
| COMUNIDADE VALENCIANA | Valência 33 vereadores                                   | - Alcaidesa: Rita Barberá Nolla (PP) - Governo municipal: PP                                     | PSPV-PSOE | 140.187 | 33,78% | 12         | =   |
| COMUNIDADE VALENCIANA | Valência 33 vereadores                                   | - Alcaidesa: Rita Barberá Nolla (PP) - Governo municipal: PP                                     | Acord     | 19.808  | 4,77%  | ---        | -2  |
| EXTREMADURA           | Badajoz 27 vereadores                                    |                                                                                                  | PP-EU     | 33.986  | 49,66% | 15         | =   |
| EXTREMADURA           | Badajoz 27 vereadores                                    | PSOE                                                                                             | 25.909    | 37,86%  | 11     | =          |     |
| EXTREMADURA           | Badajoz 27 vereadores                                    | IU-SIEX                                                                                          | 3.599     | 5,26%   | 1      | =          |     |
| EXTREMADURA           | Cáceres 25 vereadores                                    |                                                                                                  | PP-EU     | 22.811  | 46,20% | 12         | -1  |
| EXTREMADURA           | Cáceres 25 vereadores                                    | PSOE                                                                                             | 19.541    | 39,58%  | 11     | =          |     |
| EXTREMADURA           | Cáceres 25 vereadores                                    | FCC                                                                                              | 3.236     | 6,55%   | 1      | +1         |     |
| EXTREMADURA           | Cáceres 25 vereadores                                    | IU-SIEX                                                                                          | 2.667     | 5,40%   | 1      | =          |     |
| EXTREMADURA           | Mérida 25 vereadores                                     |                                                                                                  | PSOE      | 15.588  | 47,80% | 13         | +1  |
| EXTREMADURA           | Mérida 25 vereadores                                     | PP-EU                                                                                            | 13.816    | 45,27%  | 12     | -1         |     |
| GALIZA                | Corunha 27 vereadores                                    |                                                                                                  | PSdG-PSOE | 41.285  | 35,02% | 11         | -3  |
| GALIZA                | Corunha 27 vereadores                                    | PP                                                                                               | 37.085    | 31,46%  | 10     | +3         |     |
| GALIZA                | Corunha 27 vereadores                                    | BNG                                                                                              | 24.355    | 20,66%  | 6      | =          |     |
| GALIZA                | Lugo 25 vereadores                                       |                                                                                                  | PSdG-PSOE | 23.375  | 45,04% | 12         | -1  |
| GALIZA                | Lugo 25 vereadores                                       | PP                                                                                               | 18.428    | 35,51%  | 9      | =          |     |
| GALIZA                | Lugo 25 vereadores                                       | BNG                                                                                              | 7.417     | 14,29%  | 4      | +1         |     |
| GALIZA                | Ourense 27 vereadores                                    |                                                                                                  | PP        | 26.160  | 42,25% | 13         | -1  |
| GALIZA                | Ourense 27 vereadores                                    | PSdG-PSOE                                                                                        | 16.428    | 26,53%  | 8      | +2         |     |
| GALIZA                | Ourense 27 vereadores                                    | BNG                                                                                              | 12.253    | 19,79%  | 6      | -1         |     |
| GALIZA                | Pontevedra 25 vereadores                                 |                                                                                                  | PP        | 19.387  | 44,15% | 12         | +2  |
| GALIZA                | Pontevedra 25 vereadores                                 | BNG                                                                                              | 12.412    | 28,26%  | 7      | -3         |     |
| GALIZA                | Pontevedra 25 vereadores                                 | PSdG-PSOE                                                                                        | 9.807     | 22,33%  | 6      | +1         |     |
| GALIZA                | Santiago de Compostela 25 vereadores                     |                                                                                                  | PP        | 18.664  | 39,01% | 11         | +1  |
| GALIZA                | Santiago de Compostela 25 vereadores                     | PSdG-PSOE                                                                                        | 18.269    | 38,19%  | 10     | -1         |     |
| GALIZA                | Santiago de Compostela 25 vereadores                     | BNG                                                                                              | 7.871     | 16,45%  | 4      | =          |     |
| GALIZA                | Vigo 27 vereadores                                       |                                                                                                  | PP        | 66.574  | 44,04% | 13         | +3  |
| GALIZA                | Vigo 27 vereadores                                       | PSdG-PSOE                                                                                        | 44.563    | 29,48%  | 9      | +1         |     |
| GALIZA                | Vigo 27 vereadores                                       | BNG                                                                                              | 28.116    | 18,60%  | 5      | -2         |     |
| GALIZA                | Vigo 27 vereadores                                       | PG                                                                                               | 4.920     | 3,25%   | ---    | -2         |     |
| LA RIOJA              | Logronho 27 vereadores                                   |                                                                                                  | PP        | 34.515  | 46,43% | 13         | -1  |
| LA RIOJA              | Logronho 27 vereadores                                   | PSOE                                                                                             | 29.982    | 40,33%  | 12     | +1         |     |
| LA RIOJA              | Logronho 27 vereadores                                   | PR                                                                                               | 4.992     | 6,72%   | 2      | =          |     |
| MADRID                | Madrid 57 vereadores (2 mais que nas eleições de 2003)   | - Alcaide: Alberto Ruiz-Gallardón Jiménez (PP) - Governo municipal: PP                           | PP        | 875.571 | 55,54% | 34         | +4  |
| MADRID                | Madrid 57 vereadores (2 mais que nas eleições de 2003)   | - Alcaide: Alberto Ruiz-Gallardón Jiménez (PP) - Governo municipal: PP                           | PSOE      | 486.826 | 30,88% | 18         | -3  |
| MADRID                | Madrid 57 vereadores (2 mais que nas eleições de 2003)   | - Alcaide: Alberto Ruiz-Gallardón Jiménez (PP) - Governo municipal: PP                           | IU        | 136.881 | 8,68%  | 5          | +1  |
| MÚRCIA                | Múrcia 29 vereadores                                     |                                                                                                  | PP        | 122.213 | 61,28% | 19         | =   |
| MÚRCIA                | Múrcia 29 vereadores                                     | PSOE                                                                                             | 59.255    | 29,71%  | 9      | -1         |     |
| MÚRCIA                | Múrcia 29 vereadores                                     | IU-LV                                                                                            | 11.525    | 5,78%   | 1      | +1         |     |
| NAVARRA               | Pamplona 27 vereadores                                   |                                                                                                  | UPN-PP    | 46.640  | 42,86% | 13         | =   |
| NAVARRA               | Pamplona 27 vereadores                                   | Na-Bai                                                                                           | 28.581    | 26,26%  | 8      | +4         |     |
| NAVARRA               | Pamplona 27 vereadores                                   | PSOE                                                                                             | 16.578    | 15,23%  | 4      | -1         |     |
| NAVARRA               | Pamplona 27 vereadores                                   | EAE-ANV                                                                                          | 7.187     | 6,60%   | 2      | +2         |     |
| NAVARRA               | Pamplona 27 vereadores                                   | IU                                                                                               | 4.504     | 4,14%   | ---    | -3         |     |
| NAVARRA               | Pamplona 27 vereadores                                   | CDN                                                                                              | 3.844     | 3,53%   | ---    | -2         |     |
| PAÍS BASCO            | Bilbao 29 vereadores                                     |                                                                                                  | EAJ-PNV   | 64.890  | 41,33% | 13         | +2  |
| PAÍS BASCO            | Bilbao 29 vereadores                                     | PP                                                                                               | 35.165    | 22,4%   | 7      | -1         |     |
| PAÍS BASCO            | Bilbao 29 vereadores                                     | PSE-EE                                                                                           | 34.456    | 21,95%  | 7      | +2         |     |
| PAÍS BASCO            | Bilbao 29 vereadores                                     | EBB-Aralar                                                                                       | 12.449    | 7,93%   | 2      | -1         |     |
| PAÍS BASCO            | Bilbao 29 vereadores                                     | EA                                                                                               | 4.224     | 2,69%   | ---    | -2         |     |
| PAÍS BASCO            | San Sebastián 27 vereadores                              |                                                                                                  | PSE-EE    | 27.784  | 37,43% | 11         | +1  |
| PAÍS BASCO            | San Sebastián 27 vereadores                              | PP                                                                                               | 15.872    | 21,38%  | 6      | -1         |     |
| PAÍS BASCO            | San Sebastián 27 vereadores                              | EAJ-PNV                                                                                          | 12.719    | 17,14%  | 5      | =          |     |
| PAÍS BASCO            | San Sebastián 27 vereadores                              | EBB-Aralar                                                                                       | 8.423     | 11,35%  | 3      | +2         |     |
| PAÍS BASCO            | San Sebastián 27 vereadores                              | EA                                                                                               | 6.232     | 8,40%   | 2      | -2         |     |
| PAÍS BASCO            | Vitoria-Gasteiz 27 vereadores                            |                                                                                                  | PSE-EE    | 33.853  | 31,92% | 9          | +2  |
| PAÍS BASCO            | Vitoria-Gasteiz 27 vereadores                            | PP                                                                                               | 32.101    | 30,27%  | 9      | =          |     |
| PAÍS BASCO            | Vitoria-Gasteiz 27 vereadores                            | EAJ-PNV                                                                                          | 23.622    | 22,27%  | 6      | -2         |     |
| PAÍS BASCO            | Vitoria-Gasteiz 27 vereadores                            | EBB-Aralar                                                                                       | 8.062     | 7,6%    | 2      | =          |     |
| PAÍS BASCO            | Vitoria-Gasteiz 27 vereadores                            | EA                                                                                               | 6.046     | 5,7%    | 1      | =          |     |